# Kamil Gradek
Kamil Gradek (* 17. září 1990) je polský profesionální silniční cyklista jezdící za UCI WorldTeam Team Bahrain Victorious.

## Hlavní výsledky
2011
Národní šampionát
 vítěz časovky do 23 let
5. místo Coupe des Carpathes
2012
Národní šampionát
 vítěz časovky do 23 let
2013
2. místo Memoriał Henryka Łasaka
Szlakiem Grodów Piastowskich
7. místo celkově
Tour of Małopolska
7. místo celkově
10. místo GP Sakia El Hamra
2014
Kolem Číny I
 celkový vítěz
vítěz 3. etapy
vítěz Memoriał Andrzeja Trochanowskiego
2. místo Visegrad 4 Bicycle Race – GP Czech Republic
Kolem Číny II
3. místo celkově
Course de la Solidarité Olympique
4. místo celkově
vítěz 2. etapy
Szlakiem Grodów Piastowskich
4. místo celkově
5. místo Visegrad 4 Bicycle Race – GP Hungary
Tour of Małopolska
8. místo celkově
Okolo Slovenska
9. místo celkově
9. místo Puchar Ministra Obrony Narodowej
2015
Národní šampionát
2. místo časovka
2. místo Rund um Sebnitz
GP Internacional do Guadiana
6. místo celkově
9. místo Velothon Stockholm
Evropské hry
10. místo časovka
2016
Kolem Estonska
8. místo celkově
Dookoła Mazowsza
10. místo celkově
2017
Ronde van Midden-Nederland
 celkový vítěz
vítěz 1. etapy (TTT)
Szlakiem Walk Majora Hubala
7. místo celkově
2018
Sibiu Cycling Tour
vítěz etapy 3a (TTT)
Szlakiem Walk Majora Hubala
3. místo celkově
Dookoła Mazowsza
5. místo celkově
6. místo Visegrad 4 Bicycle Race – GP Slovakia
10. místo Nokere Koerse
2019
Národní šampionát
2. místo časovka
Okolo Slovenska
4. místo celkově
2020
Národní šampionát
 vítěz časovky
2022
Národní šampionát
2. místo časovka
2023
Národní šampionát
3. místo časovka

### Výsledky na Grand Tours
| Grand Tour      | 2019 | 2020 | 2021 | 2022 | 2023 |
| --------------- | ---- | ---- | ---- | ---- | ---- |
| Giro d'Italia   | 129  | 104  | —    | —    | —    |
| Tour de France  | —    | —    | —    | 117  | —    |
| Vuelta a España | —    | —    | —    | —    | 130  |

| —   | Nezúčastnil se |
| DNF | Nedokončil     |
| JS  | Jede se        |